# Vegesela in Byzacena
Vegesela in Byzacena (łac. Diocesis Vegeselitanus in Byzacena) – diecezja historyczna w Cesarstwie rzymskim w prowincji Byzacena, współcześnie w Tunezji. Obecnie katolickie biskupstwo tytularne.

## Biskupi tytularni
| Lp. | Biskup                      | Funkcja                                  | Od              | Do              |
| --- | --------------------------- | ---------------------------------------- | --------------- | --------------- |
| 1   | Alfredo Torres Romero       | biskup pomocniczy Miasta Meksyk (Meksyk) | 30 grudnia 1967 | 26 lipca 1980   |
| 2   | Jorge Liberato Urosa Savino | biskup pomocniczy Caracas (Wenezuela)    | 3 lipca 1982    | 16 marca 1990   |
| 3   | René Coba Galarza           | biskup pomocniczy Quito (Ekwador)        | 7 czerwca 2006  | 18 czerwca 2014 |
| 4   | Franz Josef Gebert          | biskup pomocniczy Trewiru (Niemcy)       | 31 maja 2017    |                 |